# 斯韦特兰娜·阿利卢耶娃
斯韦特兰娜·约瑟福芙娜·阿利卢耶娃（1926年2月28日—2011年11月22日），原姓斯大林娜，格魯吉亞裔作家，苏联领导人斯大林之女儿。在蘇聯清除斯大林時代的思想之際，1967年从苏联逃到美国进行政治避难，随后加入美国国籍并成为一名作家，憑著對於後代生活的討論，在蘇聯解體之際聲名大噪。

## 早年生涯
1926年2月28日，斯韦特兰娜出生在莫斯科，其母亲是斯大林的第二任妻子娜杰日达·阿利卢耶娃。娜杰日达于1932年11月9日死去，当时斯韦特兰娜年仅6岁。根据官方的说法娜杰日达原有阑尾炎，后发展为腹膜炎而死去。但根据斯韦特兰娜以及其他叛逃国外的苏联人的说法，娜杰日达是被斯大林谋杀的，或者是斯大林亲手杀死的，并将现场伪造成了自杀。
斯大林对待长子雅可夫和次子瓦西里的态度截然不同。斯大林对待雅可夫的态度非常冷淡，对待瓦西里却较好。
16岁时，斯韦特兰娜爱上了40多岁的导演阿列克谢·卡普勒。这段爱情受到斯大林的强烈反对，加上卡普勒拥有犹太人血统，这使斯大林更为愤怒。根据赫鲁晓夫回忆录的说法，斯大林对斯韦特兰娜的态度变得非常恶劣，经常殴打她。卡普勒则被诬告为英国间谍，流放到北极圈的城市沃尔库塔。

## 结婚
17岁时，斯韦特兰娜与莫斯科大学的学生格里戈里·莫洛佐夫恋爱并结婚。由于莫洛佐夫拥有犹太人血统，斯大林拒绝承认他们的婚姻。1945年，斯韦特兰娜生下了儿子约瑟夫·阿利卢耶夫。1947年，双方被迫离婚。
1949年，在斯大林的介绍下，斯韦特兰娜被嫁给了斯大林亲信安德烈·日丹诺夫的儿子尤里。1950年，女儿叶卡捷琳娜出生，并在当年因为夫妇信不同教而离婚。

## 斯大林死后
斯大林于1953年3月5日逝世后，斯韦特兰娜放弃了“斯大林娜”的姓氏，改用母亲结婚前的姓氏“阿利卢耶娃”，并且当上了教师。她负责教授美国历史和英语的课程，同时接受了高干子弟的特殊待遇。
1963年因扁桃体发炎入院治疗，在此期间遇上了来到莫斯科的治病的印度共产党员布拉杰什·辛格，两人坠入爱河，并且在黑海畔的索契一起度假了一段时间。1966年辛格逝世，斯韦特兰娜获准前往印度，将辛格的骨灰撒入恒河。

## 流亡美国
1967年3月6日，斯韦特兰娜进入美国驻印度大使馆，向美国大使切斯特·鲍尔斯递交了政治避难申请书。不久以后搭乘意大利航空的航班前往罗马，辗转到达瑞士的日内瓦。后在瑞士办理了去美国的签证。
1967年4月，斯韦特兰娜到达纽约，后搬到新泽西州的普林斯顿居住。她以拉娜·彼得斯（Lana Peters）为笔名，撰写回忆录并向纽约的杂志社投稿，公开反对苏联政府，并对斯大林政权持完全否定的评价态度。被她留在苏联的子女则公开宣布与她断绝一切关系。
1982年，斯韦特兰娜与女儿一同移民到英国的剑桥。1984年，她回到苏联，并与女儿一起获得了市民权，居住在格鲁吉亚的第比利斯。1986年再次出国，来到英国的布里斯托尔。
2011年11月22日，斯韦特兰娜在美国威斯康辛州的里奇兰中心逝世，享壽85岁。

## 備注
1. ↑    - 俄語：，羅馬化：Svetlana Iosifovna Alliluyeva
  - 喬治亞語：，羅馬化：svet'lana iosebis asuli alilueva
2. ↑  俄語：，羅馬化：Stalina

## 外部連結
- Matin, Douglas. "Lana Peters, Stalin's Daughter, Dies at 85" （页面存档备份，存于）, The New York Times, November 28, 2011.